# نوک‌دارواران
نوک‌دارواران (نام علمی: Trochacea) نام یک بالاخانواده از رده شکم‌پایان است.